# النصر (رواية)
النصر (نشرت أيضا باسم النصر: حكاية من الجزر) (بالإنجليزية: Victory: An Island Tale)‏ هي رواية نفسية بقلم جوزيف كونراد نشرت لأول مرة في عام 1915، والتي حقق من خلالها كونراد نجاحه الشعبي. إلا أن صحيفة نيويورك تايمز وصفت الكتاب بأنه «غير متكافئ» و «أكثر عرضة للنقد من معظم أعمال السيد كونراد».
يرى النقاد أن أهم ما يميز الرواية هو «السرد المتغير ووجهة النظر من ذاك الزمن».
تم اقتباس الرواية عدة مرات في السينما.

## روابط خارجية
- النصر على موقع الموسوعة البريطانية (الإنجليزية)